# بيكيشيفسكايا (ستافروبول)
بيكيشيفسكايا (بالروسية: Бекешевская) هي مدينة في مقاطعة ستافروبول كراي في روسيا.
يبلغ عدد سكانها حوالي 3694  نسمة.[متى؟]